# Уа-Плаж
Уа-Плаж (фр. Oye-Plage) — коммуна во Франции, регион О-де-Франс, департамент Па-де-Кале, округ Кале, кантон Марк. Город расположен в 90 км к северо-западу от Лилля и в 13 км к востоку от Кале, на побережье пролива Па-де-Кале, в 5 км от автомагистрали А16 "Дорога эстуарий".
Население (2018) — 5 478 человек.

## История
Название коммуны имеет античное происхождение. Впервые она упоминается в XVIII веке под именем Ogia, что означает в переводе с прагерманского "остров" и обозначает часть территории, не затопляемой мощными приливами. В 879 году здесь высадились викинги. До 1259 года Уа принадлежал графам Бургуднским, затем графам Артуа. С 1346 по 1558 год им владели англичане, а в 1558 году он отошел к королям Франции, которые образовали здесь одноименное графство.
Именно в шато Уа 6 июля 1439 года между Англией и Францией был подписан мирный договор. От этого здания к настоящему времени ничего не осталось, как впрочем, и от примыкающего к нему форта, служившего в течение многих лет защитой сначала от фламандцев, затем от испанцев.
Единственным зданием, сохранившися в Уа с периода Средних веков, является колокольня, построенная в 1553 году англичанами и реконструированная в 1953 году. В церкви Сен-Медар похоронены англичане, убитые при осаде Кале в 1346 году, и французы, погибшие при взятии Кале в 1558 году.
На протяжении веков Уа-Плаж был морским портом, но с наступлением песков его акватория постоянно измельчалась, и в XVIII веке порт был ликвидирован.

## Достопримечательности
- Церковь Святого Медарда XIX века с колокольней XVI века
- Блокгауз La Tour Penchée - сруб в виде колокольни, построенный немцами для обмана авиации союзников с целью указать ложное расположение города
- Природный парк Nature Reserve of the Platier d'Oye на морском побережье

## Экономика
Структура занятости населения:
- сельское хозяйство — 3,2 %
- промышленность — 5,2 %
- строительство — 6,9 %
- торговля, транспорт и сфера услуг — 22,8 %
- государственные и муниципальные службы — 61,9 %

Уровень безработицы (2017) — 13,6 % (Франция в целом — 13,4 %, департамент Па-де-Кале — 17,2 %). 

Среднегодовой доход на 1 человека, евро (2017) — 21 290 (Франция в целом — 21 110, департамент Па-де-Кале — 18 610).

## Демография
Динамика численности населения, чел.

## Администрация
Пост мэра Уа-Плажа с 2008 года занимает Оливье Мажевич (Olivier Majewicz). На муниципальных выборах 2020 года возглавляемый им независимый список одержал победу в 1-м туре, получив 79,33 % голосов.
| Период | Период | Фамилия        | Партия                                | Примечания                                     |
| ------ | ------ | -------------- | ------------------------------------- | ---------------------------------------------- |
| 2001   | 2008   | Жан-Луи Ришбе  | Разные правые                         | врач                                           |
| 2008   |        | Оливье Мажевич | Социалистическая партия, Разные левые | учитель, член Генерального совета департамента |

## Галерея

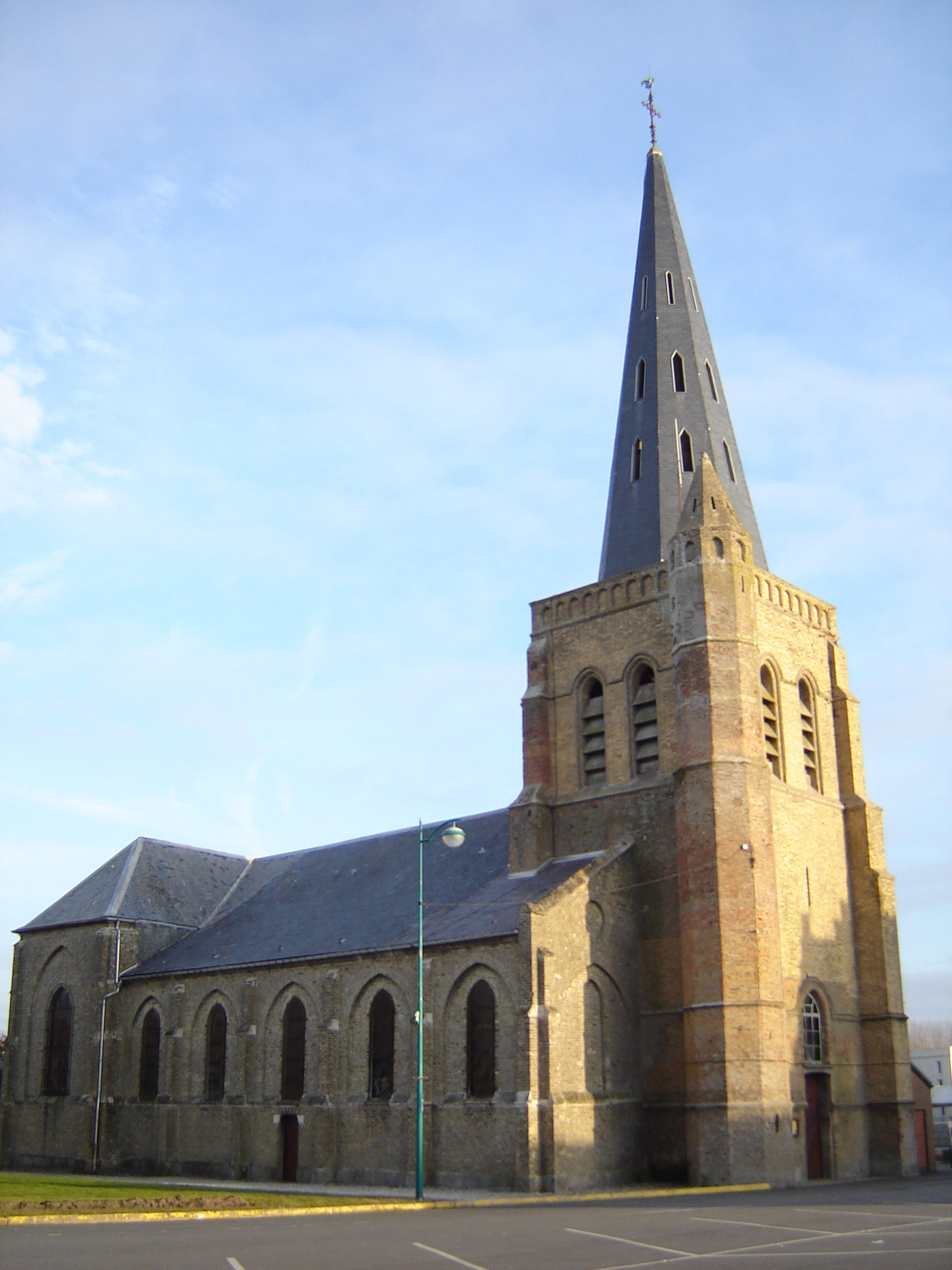
Церковь Святого Медарда
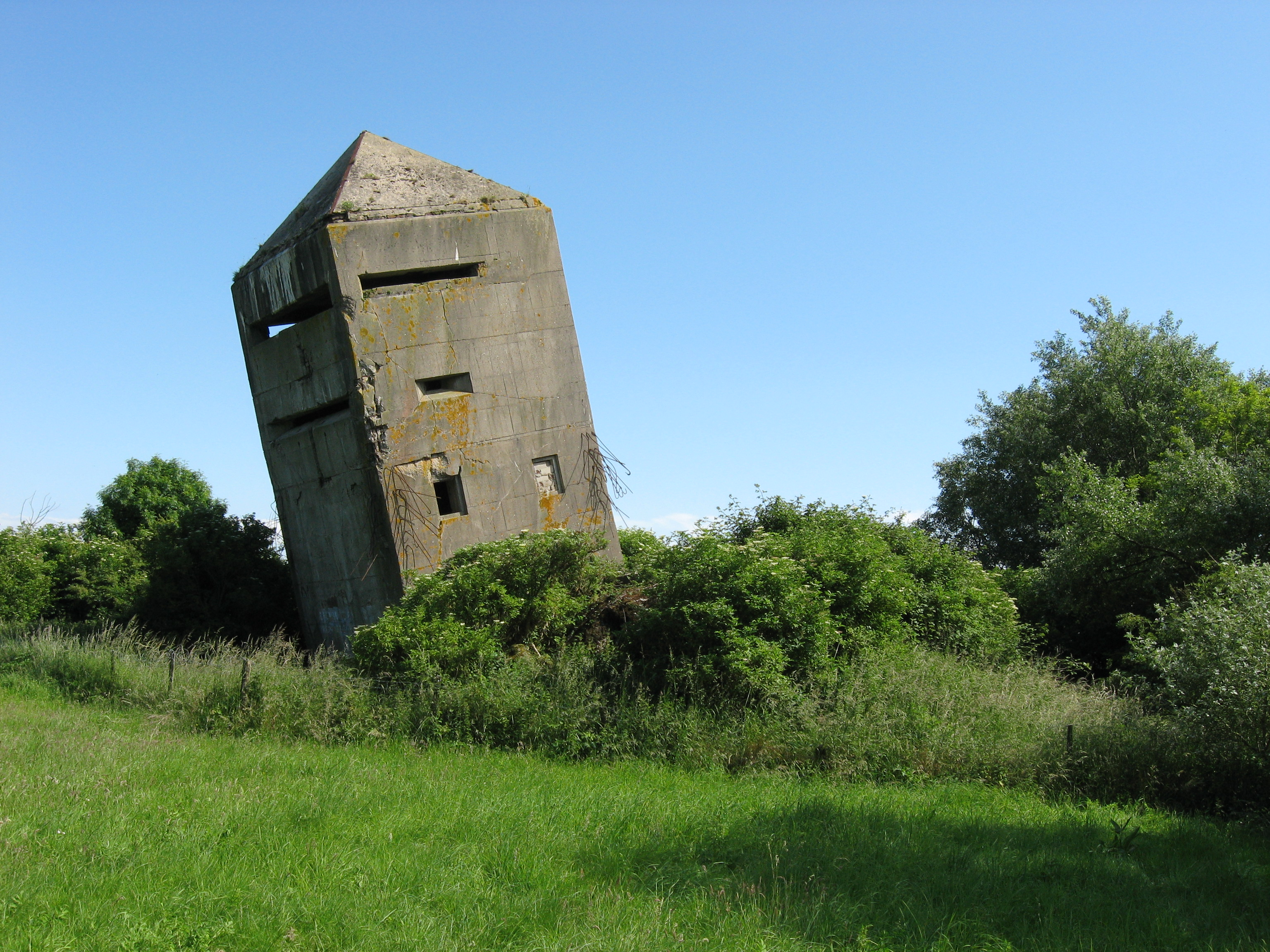
Блокгауз La Tour Penchée
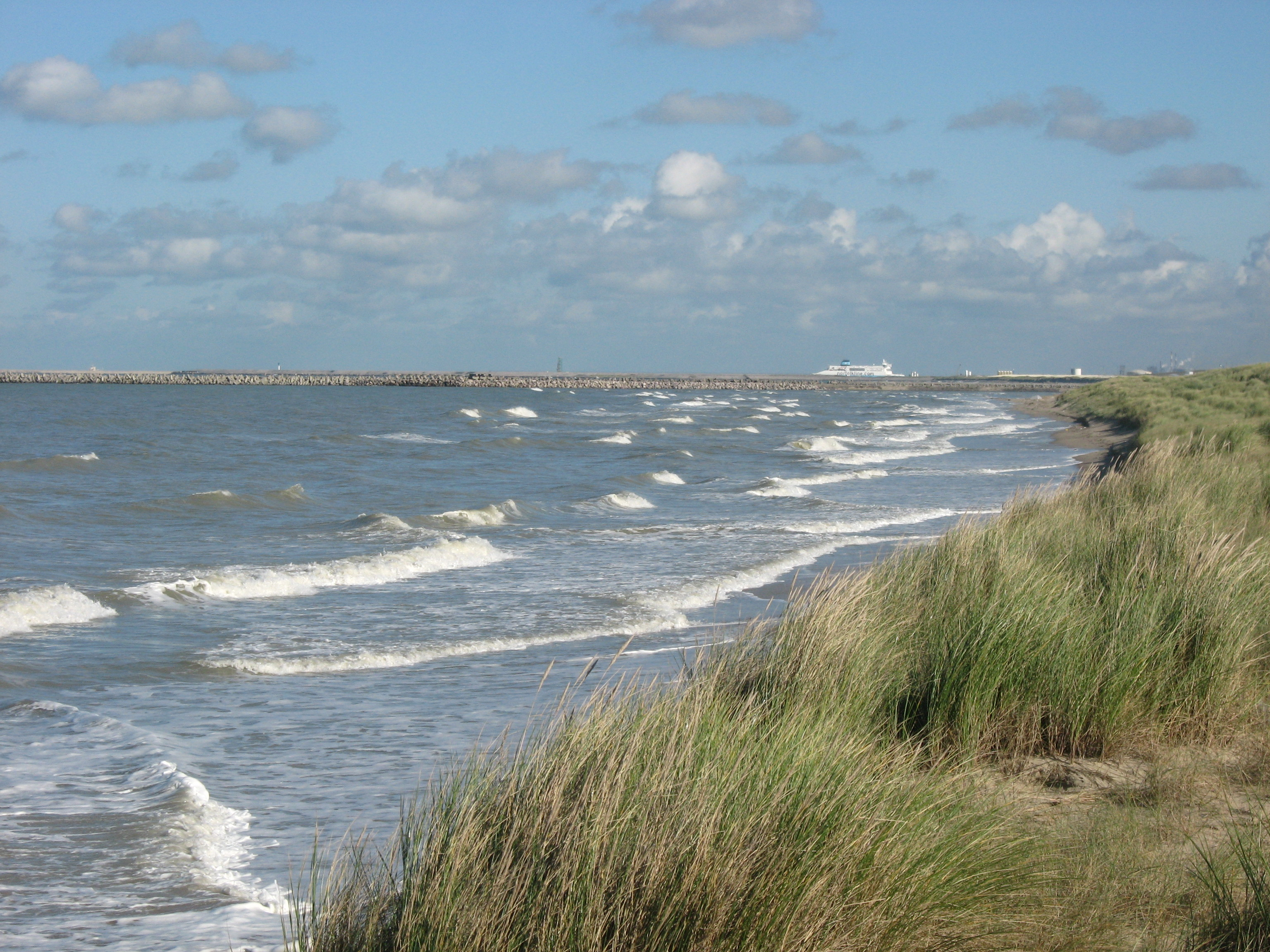
Морское побережье Уа-Плаж

1. 1 2  база данных о французских коммунах — Национальный географический институт Франции, 2015.